# Жубер, Леон
Леон Жубе́р (фр. Léon Joubert; 1871, Кемпер — 1920, Париж) — французский художник-пейзажист. Представитель Барбизонской школы.

«Пейзаж с хижиной и сидящей женщиной»

Ученик Леона-Жермена Пелуза и Фернана Кормона. С 1876 по 1927 годы выставлялся в Салоне французских художников.

«Дорога Кастильо де Лоарре, Испания»